# Немирович-Данченко Володимир Іванович
Немиро́вич-Да́нченко Володи́мир Іва́нович (11 (23) грудня 1858, Озургеті — 25 квітня 1943, Москва) — російський та радянський театральний діяч українсько-вірменського походження, режисер, драматург і театральний критик, народний артист СРСР (1936).
Молодший брат письменника Василя Немировича-Данченка й актриси київського театру «Соловцов» Варвари Немирович-Данченко.
Сталінська премія (1942, 1943).
Народився в українсько-вірменській родині, навчався в Тбіліській гімназії і на математичному факультеті Московського університету.
Співпрацював у гумористичних журналах «Будильник» і «Стрекоза», був театральним рецензентом і критиком «Російського кур'єра» (свого часу редагував цю газету).
Разом із Костянтином Станіславським заснував Московський художній театр і керував низкою його студій, зокрема, Музичною (пізніше перетвореною в Музичний театр ім. Немировича-Данченка).
Помер від серцевого нападу.

## Українське коріння Немировичів-Данченків
Рід Володимира Немировича-Данченка мав своє походження зі Стародубщини. Його далекий предок Данько Немирович іще за часів Речі Посполитої був посполитим селянином у селі Кам'янь сучасного Стародубського району. Син Данька, Матвій, служив при поляках у «козацькій корогві», що входила до складу стародубської «замкової прислуги», та йменувався вже Немировичем-Данченком, тобто «сином Данька». За часів Визвольної війни Немировичі-Данченки воювали в козацькому війську за свободу України, за що були нагороджені Богданом Хмельницьким маєтками у рідному краї. Великих маєтків вони не нажили, але вірно служили українському гетьману. У XVIII ст. бунчуковий товариш Іван і полковий хорунжий Стародубського полка Федір Немировичі-Данченки володіли частиною села Чубковичі, в храмі якого знаходиться вельми шанована на Стародубщині ікона Чубківської Божої Матері. Володимир Немирович-Данченко народився на Кавказі, але все своє життя підкреслював, що його батько був українцем, а мати вірменкою. У створеному ним разом з Костянтином Станіславським Московському художньому театрі на сцені, на початку ХХ ст., впроваджувалися у життя ідеї європейського демократичного театру, які не знаходили тоді притулку на сценах інших театрів Росії. А першою постановкою МХТ стала драма іншого видатного мешканця Стародубщини, Олексія Толстого, «Цар Федір Іванович».

## Літературна діяльність

### Повісті і романи
- Із дипломом (1892)
- На літературних хлібах (1891)
- Старий будинок (1895)
- Губернаторська ревізія (1896)
- У степу (1900) і ін.

### П'єси
- 1885 — «Соколи і ворони» (спільно з О. Сумбатовим)
- 1890 — «Нова справа»
- 1901 — «У мріях» (1904 року поставлено в театрі «Соловцов» Г. Г. Матковським)[8]
- «Ялинка»
- «Заповіт»
- «Щасливець»